# Jovan Novak
Jovan Novak (in serbo Јован Новак?; Vršac, 8 novembre 1994) è un cestista serbo.